# Kiryū
Kiryū (jap. 桐生市, -shi) ist eine Stadt in der Präfektur Gunma auf Honshū, der Hauptinsel von Japan. Kiryū liegt ungefähr 110 km nördlich von Tokio.

## Geographie
Kiryū liegt nördlich von Ōta und östlich von Maebashi.

## Verkehr
Kiryū liegt an der Nationalstraße 122 von Tokio nach Nikkō sowie an der Nationalstraße 50 von Maebashi nach Mito und an der Nationalstraße 353.
Der Bahnhof Kiryū ist ein bedeutender Verkehrsknotenpunkt: Er liegt an der Ryōmō-Linie von Takasaki nach Oyama; ebenso ist er der Ausgangspunkt der Watarase-Keikoku-Linie, die im Bahnhof Aioi auf die Tōbu Kiryū-Linie trifft. Vom Bahnhof Nishi-Kiryū aus führt die Jōmō-Linie nach Chūō-Maebashi.

## Städtepartnerschaften
- Naruto (Tokushima), seit 1980
- Columbus, seit 1977
- Biella, seit 1963

## Söhne und Töchter der Stadt
- Hani Gorō (1901–1983), Historiker
- Ryūichi Ichiki (* 1998), Fußballspieler
- Iwasawa Kenkichi (1917–1998), Mathematiker
- Naoki Matsuda (1977–2011), Fußballspieler
- Chihiro Yamanaka, Jazzpianistin

## Weblinks

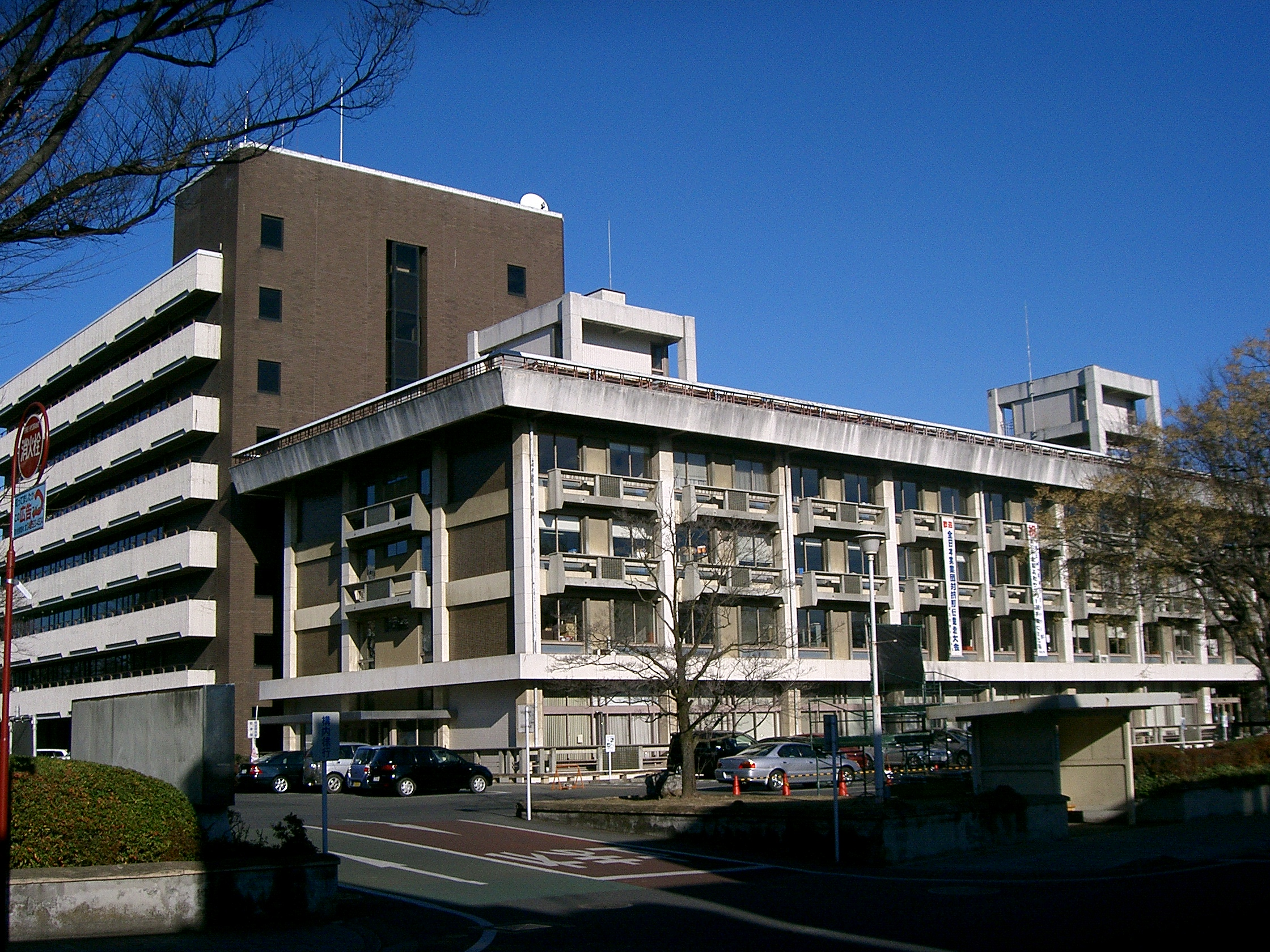
Rathaus von Kiryu

## Angrenzende Städte und Gemeinden
- Präfektur Gunma
  - Maebashi
  - Isesaki
  - Numata
  - Ōta
  - Midori
  - Fujimi
- Präfektur Tochigi
  - Ashikaga
  - Sano